# Eduardo Diniz
Eduardo José Diniz Costa (ur. 18 kwietnia 1989) – brazylijski piłkarz występujący na pozycji obrońcy.

## Kariera piłkarska
Od 2008 roku występował w Paulista, Guarani FC, SE Palmeiras, Vitória, Gamba Osaka, Mirassol, Comercial, São Bernardo, Portuguesa, América, Ceará, Atlético Goianiense i CRB.